# After Earth
After Earth (Después de la Tierra en Hispanoamérica) es una película de ciencia ficción, aventura y terror dirigida por M. Night Shyamalan y protagonizada por Will Smith y Jaden Smith, padre e hijo en la vida real, siendo la segunda película en la que actúan juntos después de En busca de la felicidad. 
La película, coproducida por Will Smith (quien tuvo la idea original de la misma), Shyamalan y otros, fue filmada en Costa Rica, más concretamente en La Fortuna de San Carlos y Sarapiquí. 
El estreno tuvo lugar el 31 de mayo de 2013 en Nueva York, siendo distribuida por Columbia Pictures y Sony Pictures Entertainment.
Originalmente Will Smith tenía planeado hacer una franquicia multimedia con el título de 1000 DT, que incluiría: una serie de televisión, una serie animada, un videojuego, atracciones en parques temáticos,  cómics, un documental, un programa educativo en colaboración con la sociedad de la NASA, una línea de colonias y perfumes, una secuela con el título Después de la Tierra 2 e incluso una plataforma de redes sociales.
Smith quería que After Earth fuera una experiencia entretenida. Pero al ser rechazada por el público y perder dinero en la taquilla estos planes fueron cancelados.

## Argumento
En el futuro, en una colonia espacial poblada por humanos, Nova Prime, la raza extraterrestre S'krell intenta apoderarse de ella mediante unas criaturas llamadas Ursas, que cazan "sintiendo" el miedo de sus presas. La organización de mantenimiento de la paz "Ranger Corps" los derrota con una técnica de supresión del miedo llamada "fantasma", pero no antes de que un Ursa mate a Senshi, la hija del líder de los Rangers, Cypher Raige. Kitai, el hijo de Cypher, se culpa a sí mismo por la muerte de Senshi. Se entrena para convertirse en un Ranger como su padre, pero es rechazado cuando presenta la solicitud. La madre de Kitai, Faia, convence a Cypher de llevar a Kitai en su último viaje antes de jubilarse. Sin embargo, durante el vuelo, la nave espacial queda atrapada en una lluvia de asteroides, lo que hace que se estrellen en la Tierra, que los humanos evacuaron hace mil años debido a un cataclismo ambiental.
Los dos logran sobrevivir, pero a Cypher se le rompen las piernas por el impacto. Además, la baliza principal para disparar una señal de socorro está dañada. Cypher le indica a Kitai que localice la sección de cola de la nave, que se rompió al entrar en la atmósfera. En el interior está la baliza de respaldo, que pueden usar para señalar su localización. Cypher le da a Kitai su arma, un comunicador de muñeca y seis cápsulas de un líquido que mejora la ingesta de oxígeno para que pueda respirar en la atmósfera baja en oxígeno de la Tierra. Cypher le advierte que evite la fauna y la flora altamente evolucionadas y que tenga cuidado con los cambios térmicos violentos. Kitai marcha a encontrar la sección de cola, con Cypher guiándolo a través del comunicador.
Kitai se enfrenta a muchos de los peligros sobre los que le advirtió su padre, incluidos los ataques de unos monos parecidos a babuinos, una sanguijuela venenosa, un cambio térmico y el daño de dos de sus cápsulas. Después de una historia de Cypher sobre cómo concibió el "efecto fantasma" para matar a los Ursas, Kitai llega a una cascada junto a un acantilado y Cypher se entera entonces de las cápsulas dañadas. Sabiendo que la única forma de lograrlo sería saltar en paracaídas, Cypher le ordena a Kitai que aborte la misión, pero este, creyendo que su padre todavía lo ve como una decepción, va en contra de la orden después de culpar a Cypher por su ausencia en casa cuando ocurrió la muerte de Senshi. Kitai es capturado por un gran cóndor y su comunicador queda dañado. En el nido del ave, Kitai intenta y fracasa en el intento de defender a sus polluelos de los grandes felinos antes de escapar a un río, donde flota a la deriva en una balsa. Después de un sueño en el que sueña con Senshi, se despierta con un cambio térmico que casi lo deja congelado. Es rescatado cuando el cóndor, que había perdido sus crías cuando los felinos atacaron, se sacrifica por él dado que Kitai trató de proteger a sus polluelos.
Kitai llega finalmente a la sección de cola e intenta activar la baliza de emergencia, pero la atmósfera bloquea la señal. Kitai se entera de que el Ursa que transportaban en la nave escapó de su jaula y mató al resto de la tripulación. Este lo ataca, pero Kitai puede matarlo usando la técnica "fantasma" que aprendió de Cypher. Sube a un volcán para disparar la baliza, y él y Cypher regresan a Nova Prime gracias a un equipo de rescate.

## Reparto
- Jaden Smith como Kitai Raige.
- Will Smith como Cypher Raige.
- Zoë Kravitz como Senshi Raige.
- Sophie Okonedo como Faia Raige.
- Kristofer Hivju como el jefe de seguridad.
- Gabriel Caste como Ranger.
- Lincoln Clay Lewis como cadete.

## Recepción

### Recepción crítica
After Earth obtuvo generalmente críticas negativas, comentando el rendimiento de los actores y la falta de originalidad. La web Rotten Tomatoes afirmó que un 11% de 189 críticos le dieron a la película una crítica positiva, y con una calificación promedio de 3,8/10. Julián Monge-Nájera, asesor científico de la BBC y NatGeo, se refirió al contenido científico de la película diciendo: «La Tierra en la película tiene un clima agradable durante el día pero alcanza el punto de la congelación durante la noche. ¿Es esto posible? En efecto, sí. Sucede en muchas alturas del trópico... En la película, Kitai usa medicación para sobrevivir al poco oxígeno en la atmósfera. Y este tipo de medicación existe, la Epigalocatequina-3-galato, un componente del té verde... Lo que sí parece imposible es que los … ursas … animales nativos de otro planeta, no puedan ser aniquilados por la avanzada civilización que podemos ver en After Earth»; científicamente, otro detalle que es imposible es que la mayoría de los seres vivos, incluyendo la mayoría de plantas y  animales, puedan evolucionar en solo mil años, sobre todo con un cambio climático tan brusco, además de que un ave del tamaño de un pterodactilo no podría volar.
“After Earth” es también una afirmación pública de que Will Smith está cediendo el protagonismo a Jaden y dejándolo correr libremente como actor.